# Переднеазиатские тритоны
Преднеазиатские тритоны (лат. Neurergus) — род хвостатых земноводных из семейства настоящих саламандр. Включает четыре вида.

## Внешний вид и строение
Общая длина представителей этого рода достигает 12-19 см. Голова широкая, немного уплощенная. Туловище имеет цилиндрическую форму, хвост длиннее, чем другие части тела. окрашен преимущественно в черный цвет. По бокам туловища и хвоста располагаются ряд крупных белых пятен. Более мелкие пятна на спине сливаются в полосу, по которой проходит оранжевая линия. Голова и лапы черные с белыми пятнами, брюшная сторона туловища и лап оранжевая.

## Образ жизни
Любят горные ручьи и небольшие реки. Встречаются на высоте до 2000 м над уровнем моря. Практически всю жизнь проводят в воде, выбираясь на сушу только во время зимовок. Питаются мелкими беспозвоночными, членистоногими.
Спаривание происходит на суше. Самка откладывает яйца от камней в устьях ручьев. Метаморфоз длится до 2 месяцев.

## Распространение
Обитают в восточной Турции, юго—восточной Армении, северном Ираке и северо—западном Иране.

## Виды
Род включает следующие виды:
- Курдистанский тритон (Neurergus crocatus Cope, 1862)
- Neurergus derjugini Nesterov, 1916
- Загросский тритон (Neurergus kaiseri Schmidt, 1952)
- Мелкопятнистый тритон (Neurergus strauchii Steindachner, 1887)